# 2024-es UCI World Tour
A 2024-es UCI World Tour egy versenysorozat, mely 35 országútikerékpár-versenyt foglal magában a 2024-es férfi kerékpáros szezonban. Ez a Nemzetközi Kerékpáros-szövetség (UCI) által létrehozott UCI World Tour tizennegyedik kiírása.

## Csapatok
| WorldTeam csapatok (18)- Alpecin-Deceuninck - Arkéa-B&B Hotels - Astana Qazaqstan Team - Bahrain Victorious - Bora-Hansgrohe - Cofidis - Decathlon-AG2R La Mondiale - EF Education-EasyPost - Groupama-FDJ - Ineos Grenadiers - Intermarché-Wanty - Lidl-Trek - Movistar Team - Soudal Quick-Step - Team dsm-firmenich PostNL - Team Jayco AlUla - Team Visma \| Lease a Bike - UAE Team Emirates |
| |

## Versenyek
| 2024. január 16. – 21.              | 5  | Tour Down Under                   | Stephen Williams (Israel-Premier Tech)        |
| jan. 28.                            | 6  | Cadel Evans Great Ocean Road Race | Laurence Pithie (Groupama-FDJ)                |
| 2024. február 19. – 25.             | 8  | UAE Tour                          | Lennert Van Eetvelt (Lotto Dstny)             |
| febr. 24.                           | 7  | Omloop Het Nieuwsblad             | Jan Tratnik (Team Visma \| Lease a Bike)      |
| márc. 2.                            | 9  | Strade Bianche                    | Tadej Pogačar (UAE Team Emirates)             |
| 2024. március 3. – 10.              | 10 | Párizs–Nizza                      | Matteo Jorgenson (Team Visma \| Lease a Bike) |
| 2024. március 4. – 10.              | 11 | Tirreno–Adriatico                 | Jonas Vingegaard (Team Visma \| Lease a Bike) |
| márc. 16.                           | 12 | Milánó–San Remo                   | Jasper Philipsen (Alpecin-Deceuninck)         |
| 2024. március 18. – 24.             | 15 | Katalán körverseny                | Tadej Pogačar (UAE Team Emirates)             |
| márc. 20.                           | 13 | Classic Brugge–De Panne           | Jasper Philipsen (Alpecin-Deceuninck)         |
| márc. 22.                           | 14 | E3 Saxo Classic                   | Mathieu van der Poel (Alpecin-Deceuninck)     |
| márc. 24.                           | 16 | Gent–Wevelgem                     | Mads Pedersen (Lidl-Trek)                     |
| márc. 27.                           | 29 | Dwars door Vlaanderen             | Matteo Jorgenson (Team Visma \| Lease a Bike) |
| márc. 31.                           | 1  | Flandriai körverseny              | Mathieu van der Poel (Alpecin-Deceuninck)     |
| 2024. április 1. – 6.               | 25 | Baszk körverseny                  | Juan Ayuso (UAE Team Emirates)                |
| ápr. 7.                             | 30 | Párizs–Roubaix-kerékpárverseny    | Mathieu van der Poel (Alpecin-Deceuninck)     |
| ápr. 14.                            | 26 | Amstel Gold Race                  | Thomas Pidcock (Ineos Grenadiers)             |
| ápr. 17.                            | 27 | La Flèche Wallonne                | Stephen Williams (Israel-Premier Tech)        |
| ápr. 21.                            | 28 | Liège–Bastogne–Liège              | Tadej Pogačar (UAE Team Emirates)             |
| 2024. április 23. – 28.             | 19 | Tour de Romandie                  | Carlos Rodriguez Cano (Ineos Grenadiers)      |
| máj. 1.                             | 20 | Eschborn–Frankfurt                | Maxim Van Gils (Lotto Dstny)                  |
| 2024. május 4. – 26.                | 3  | Giro d’Italia                     | Tadej Pogačar (UAE Team Emirates)             |
| 2024. június 2. – 9.                | 23 | Critérium du Dauphiné             | Primož Roglič (Bora-Hansgrohe)                |
| 2024. június 9. – 16.               | 21 | Tour de Suisse                    | Adam Yates (UAE Team Emirates)                |
| 2024. június 29. – július 21.       | 2  | Tour de France                    | Tadej Pogačar (UAE Team Emirates)             |
| aug. 10.                            | 35 | Clásica San Sebastián             | Marc Hirschi (UAE Team Emirates)              |
| 2024. augusztus 12. – 18.           | 22 | Tour de Pologne                   | Jonas Vingegaard (Team Visma \| Lease a Bike) |
| 2024. augusztus 17. – szeptember 8. | 4  | Vuelta ciclista a España          | Primož Roglič (Red Bull-Bora-Hansgrohe)       |
| aug. 25.                            | 34 | GP Ouest France–Plouay            | Marc Hirschi (UAE Team Emirates)              |
| 2024. augusztus 28. – szeptember 1. | 33 | Renewi Tour                       | Tim Wellens (UAE Team Emirates)               |
| szept. 8.                           | 24 | EuroEyes Cyclassics               | Olav Kooij (Team Visma \| Lease a Bike)       |
| szept. 13.                          | 31 | Grand Prix Cycliste de Québec     | Michael Matthews (Team Jayco AlUla)           |
| szept. 15.                          | 32 | Grand Prix Cycliste de Montréal   | Tadej Pogačar (UAE Team Emirates)             |
| okt. 12.                            | 17 | Giro di Lombardia                 | Tadej Pogačar (UAE Team Emirates)             |
| 2024. október 15. – 20.             | 18 | Kuanghszi körverseny              | Lennert Van Eetvelt (Lotto Dstny)             |

## Fordítás
- Ez a szócikk részben vagy egészben  a(z)   2024 UCI World Tour című angol Wikipédia-szócikk ezen változatának fordításán alapul.  Az eredeti cikk szerkesztőit annak laptörténete sorolja fel. Ez a jelzés csupán a megfogalmazás eredetét és a szerzői jogokat jelzi, nem szolgál a cikkben szereplő információk forrásmegjelöléseként.